# Personer i Sverige födda i Slovakien
Till personer i Sverige födda i Slovakien räknas personer som är folkbokförda i Sverige och som har sitt ursprung i Slovakien. Enligt Statistiska centralbyrån fanns det 2018 i Sverige sammanlagt cirka 1 900 personer födda i Slovakien. Fram till 1993 var nuvarande Slovakien en del av Tjeckoslovakien.

## Historik
Under andra världskriget fick Sverige ta emot flyktingar från Tjeckoslovakien. Mellan åren 1945 och 1950 kom det en relativt stark ström av flyktingar och andra invandrare från Tjeckoslovakien. Antalet slovaker som under denna period bosatt sig i Sverige uppskattas till några hundra personer.
I mitten av 1960-talet förekom ett enda exempel på reglerad arbetskraftsinvandring där invandrare från Slovakien var inblandade. Det gällde ett tiotal slovakiska läkare som blev erbjudna arbete vid sjukvårdsinrättningar runt om i landet tillsammans med sina tjeckiska kollegor.
Strax därefter kom en hittills mest omfattande flyktingströmmen från Tjeckoslovakien i samband med Pragvåren och Warszawapaktens invasion av Tjeckoslovakien 1968. Officiella svenska källor uppskattar antalet flyktingar till omkring 3 000.

## Historisk utveckling

### Födda i Slovakien
| Personer i Sverige födda i Slovakien 2000–2024  | Personer i Sverige födda i Slovakien 2000–2024 | Personer i Sverige födda i Slovakien 2000–2024 | Personer i Sverige födda i Slovakien 2000–2024 | Personer i Sverige födda i Slovakien 2000–2024 |
| ----------------------------------------------- | ---------------------------------------------- | ---------------------------------------------- | ---------------------------------------------- | ---------------------------------------------- |
|                                                 |                                                |                                                |                                                |                                                |
| År                                              |                                                |                                                | Folkmängd                                      |                                                |
| 2000                                            | 2000                                           |                                                | 243                                            |                                                |
| 2001                                            | 2001                                           |                                                | 276                                            |                                                |
| 2002                                            | 2002                                           |                                                | 338                                            |                                                |
| 2003                                            | 2003                                           |                                                | 374                                            |                                                |
| 2004                                            | 2004                                           |                                                | 463                                            |                                                |
| 2005                                            | 2005                                           |                                                | 536                                            |                                                |
| 2006                                            | 2006                                           |                                                | 644                                            |                                                |
| 2007                                            | 2007                                           |                                                | 767                                            |                                                |
| 2008                                            | 2008                                           |                                                | 904                                            |                                                |
| 2009                                            | 2009                                           |                                                | 1 058                                          |                                                |
| 2010                                            | 2010                                           |                                                | 1 213                                          |                                                |
| 2011                                            | 2011                                           |                                                | 1 262                                          |                                                |
| 2012                                            | 2012                                           |                                                | 1 314                                          |                                                |
| 2013                                            | 2013                                           |                                                | 1 369                                          |                                                |
| 2014                                            | 2014                                           |                                                | 1 486                                          |                                                |
| 2015                                            | 2015                                           |                                                | 1 571                                          |                                                |
| 2016                                            | 2016                                           |                                                | 1 667                                          |                                                |
| 2017                                            | 2017                                           |                                                | 1 765                                          |                                                |
| 2018                                            | 2018                                           |                                                | 1 861                                          |                                                |
| 2019                                            | 2019                                           |                                                | 1 971                                          |                                                |
| 2020                                            | 2020                                           |                                                | 2 077                                          |                                                |
| 2021                                            | 2021                                           |                                                | 2 195                                          |                                                |
| 2022                                            | 2022                                           |                                                | 2 369                                          |                                                |
| 2023                                            | 2023                                           |                                                | 2 315                                          |                                                |
| 2024                                            | 2024                                           |                                                | 2 399                                          |                                                |
| Anm.: Befolkning den 31 december respektive år. |                                                |                                                |                                                |                                                |